# Mirabello Sannitico
Mirabello Sannitico est une commune italienne de la province de Campobasso, dans la région Molise.

## Administration
| Période                                  | Période | Identité | Étiquette | Qualité |
| ---------------------------------------- | ------- | -------- | --------- | ------- |
|                                          |         |          |           |         |
| Les données manquantes sont à compléter. |         |          |           |         |

### Communes limitrophes
Campobasso, Cercemaggiore, Cercepiccola, Ferrazzano, Gildone, San Giuliano del Sannio, Vinchiaturo